# Cyclosorus nanxiensis
Cyclosorus nanxiensis är en kärrbräkenväxtart som beskrevs av Ren-Chang Ching och Shing. Cyclosorus nanxiensis ingår i släktet Cyclosorus och familjen Thelypteridaceae. Inga underarter finns listade.